# Pokémon: Zoroark, mistrz iluzji
Zoroark: Mistrz Iluzji (jap. 劇場版ポケットモンスター ダイヤモンド＆パール 幻影の覇者 ゾロアーク Gekijōban Poketto Monsutā Daiyamondo ando Pāru: Gen'ei no Hasha: Zoroāku) – trzynasty film o Pokémonach na podstawie anime Pokémon, którego premiera w Japonii odbyła się 10 lipca 2010. W Polsce premiera odbyła się w Disney XD 27 sierpnia 2011 o 8:00, w wersji 4:3 (przycięte z 16:9) bez tyłówki zawierającej piosenkę. 

## Polski dubbing
Wersja polska: SDI Media Polska

Reżyseria i dźwięk: Adam Łonicki

Dialogi i tekst piosenki: Anna Wysocka

Montaż dźwięku: SDI Media Polska

Montaż i edycja wideo: Andrzej Mech, Jakub Szypulski, Mateusz Woźniczka, Jakub Żołubiak

Kierownictwo produkcji: Beata Cieślak, Marcin Kopiec, Paweł Przedlacki

Udział wzięli:
- Hanna Kinder-Kiss – Ash
- Beata Wyrąbkiewicz – Dawn
- Marek Włodarczyk – Brock
- Mikołaj Klimek – Narrator
- Izabela Dąbrowska – Jessie
- Jarosław Budnik – James
- Mirosław Wieprzewski – Meowth
- Anna Sztejner – Zorua
- Jakub Szydłowski – Kodai
- Izabella Bukowska-Chądzyńska – Rowena
- Grzegorz Kwiecień – Karl
- Dominika Sell – Peg
- Anna Apostolakis – Tammy
- Janusz Wituch – Joe
- Katarzyna Owczarz – Sierżant Jenny
- Joanna Węgrzynowska – Siostra Joy
- Fabian Kocięcki – Goone
- Maksymilian Rogacki – Komentator meczu Pokémon Baccera
- Agnieszka Fajlhauer

Wykonanie piosenki: Katarzyna Łaska